# Floatdagar
Floatdagar är benämningen på det antal dagar som uppstår i banker innan ränta börjar beräknas. Även "överföringstider" vid transaktioner benämns ibland float, eftersom moderna banker investerar sina kunders pengar under denna tid.
Floatdagar finns mellan banker, men inte sällan även inom samma bank. För banken innebär floatdagar ofta att den kan få räntefria lån, då en betalning oftast sker snabbare än antalet floatdagar. Begreppet hänsyftar på att pengarna flyter mellan bankerna. I någon mån används pengarna som därigenom uppstår till att täcka kostnader som bankerna har för betalningsöverföring, men i regel är mycket ren vinst. Tiden varierar baserat på teknik, helgdagars infallande och annat. Eftersom de som äger bankmedlen inte ser kostnaden, undviker de den inte heller, vilket i längden blir dyrt. Eftersom bankernas kostnader inte ökar nämnvärt vid större belopp, eftersom större belopp ger mer inkomster under floatdagarna, ger större belopp bankerna större vinster än massbetalningar. En bank med ineffektiva system och många floatdagar gynnas och detta innebär även att teknik inte införs. 
Enligt Sydsvenska Dagbladet är "Den genomsnittliga floaten[..]2,8 dagar vid överföring mellan olika bankers konton respektive 3,8 dagar vid betalning via bank- och postgiro."